# Xyris tuberosa
Xyris tuberosa là một loài thực vật hạt kín trong họ Hoàng đầu. Loài này được Ridl. miêu tả khoa học đầu tiên năm 1920.